# Naiyü
Die „Gemeinde Naiyü der Lhoba“ (chinesisch 南伊珞巴族乡, Pinyin Nányī Luòbā Zú Xiāng) ist eine Nationalitätengemeinde im Kreis Mainling des Regierungsbezirks Nyingchi im Autonomen Gebiet Tibet der Volksrepublik China. Naiyü hat eine Fläche von 690,1 km² und 644 Einwohner (Stand: Zensus 2010). Bei der Volkswäzhlung 2000 betrug die Einwohnerzahl nach 349, und im Jahr 1990 waren 310 Einwohner. Von den 349 Einwohnern, die beim Zensus im Jahr 2000 gezählt worden waren, gehörten 272 (77,94 %) zur Lhoba-Nationalität, weitere 76 (21,78 %) waren Tibeter.

## Wirtschaft
Im alten Tibet lebten die Lhoba Naiyüs hauptsächlich vom Brandrodungsfeldbau. Heute ist die Landwirtschaft, besonders der Anbau von Hochlandgerste (Qingke) der wichtigste Wirtschaftszweig der Gemeinde.

## Administrative Gliederung
Naiyü setzt sich aus drei Dörfern zusammen. Diese sind:
- Dorf Naiyü (南伊村), Zentrum, Sitz der Gemeinderegierung;
- Dorf Caizhao (才召村);
- Dorf Kyunglin (琼林村).